# Dai Matsumoto
Dai Matsumoto (jap. 松本 大 Matsumoto Dai; ur. 1 czerwca 1959) – japoński seiyū i aktor dubbingowy związany z Tokyo Actor’s Consumer’s Cooperative Society.

## Wybrana filmografia
- 2000: Saiyuki – Dokugakuji
- 2001: InuYasha –
  - ojciec Seriny and Suzuny,
  - Izumo,
  - Gyu-Oh
- 2003: Rockman EXE Axess –
  - Gorou Misaki,
  - BeastMan
- 2004: Naruto – Fugaku Uchiha[a]
- 2004: Rockman EXE Stream –
  - Gorou Misaki,
  - BeastMan
- 2005: Wampirzyca Karin – Henry Marker
- 2006: Bleach: Memories of Nobody – Jai
- 2007: Kaze no stigma – Ryūya Kamazaki
- 2010: Bakugan: Młodzi wojownicy – Coredem
- 2012: Naruto Shippūden – Jinpachi Munashi
- 2020: Boruto: Naruto Next Generations – Benga